# Saint-Romain-en-Viennois
Saint-Romain-en-Viennois è un comune francese di 866 abitanti situato nel dipartimento della Vaucluse della regione della Provenza-Alpi-Costa Azzurra.

## Società

### Evoluzione demografica
Abitanti censiti